# Dietzenröder Stein
Der Dietzenröder Stein, auch Dietzenröder Klippen genannt, ist ein 496,1 m hoher Berg und Aussichtsfelsen im Westen des Landkreises Eichsfeld in Thüringen (Deutschland).

## Lage
Der Berg befindet sich im westlichen Teil des Landkreises Eichsfeld in der Nähe der Landesgrenze zu Hessen. Er liegt zwischen den kleinen Ortschaften Asbach-Sickenberg im Süden und Südwesten und Dietzenrode im Westen. Die nächstgelegenen Städte sind Bad Sooden-Allendorf (4 Kilometer in südwestlicher Richtung) und Heilbad Heiligenstadt (ungefähr 12 km in nordöstlicher Richtung).

## Natur

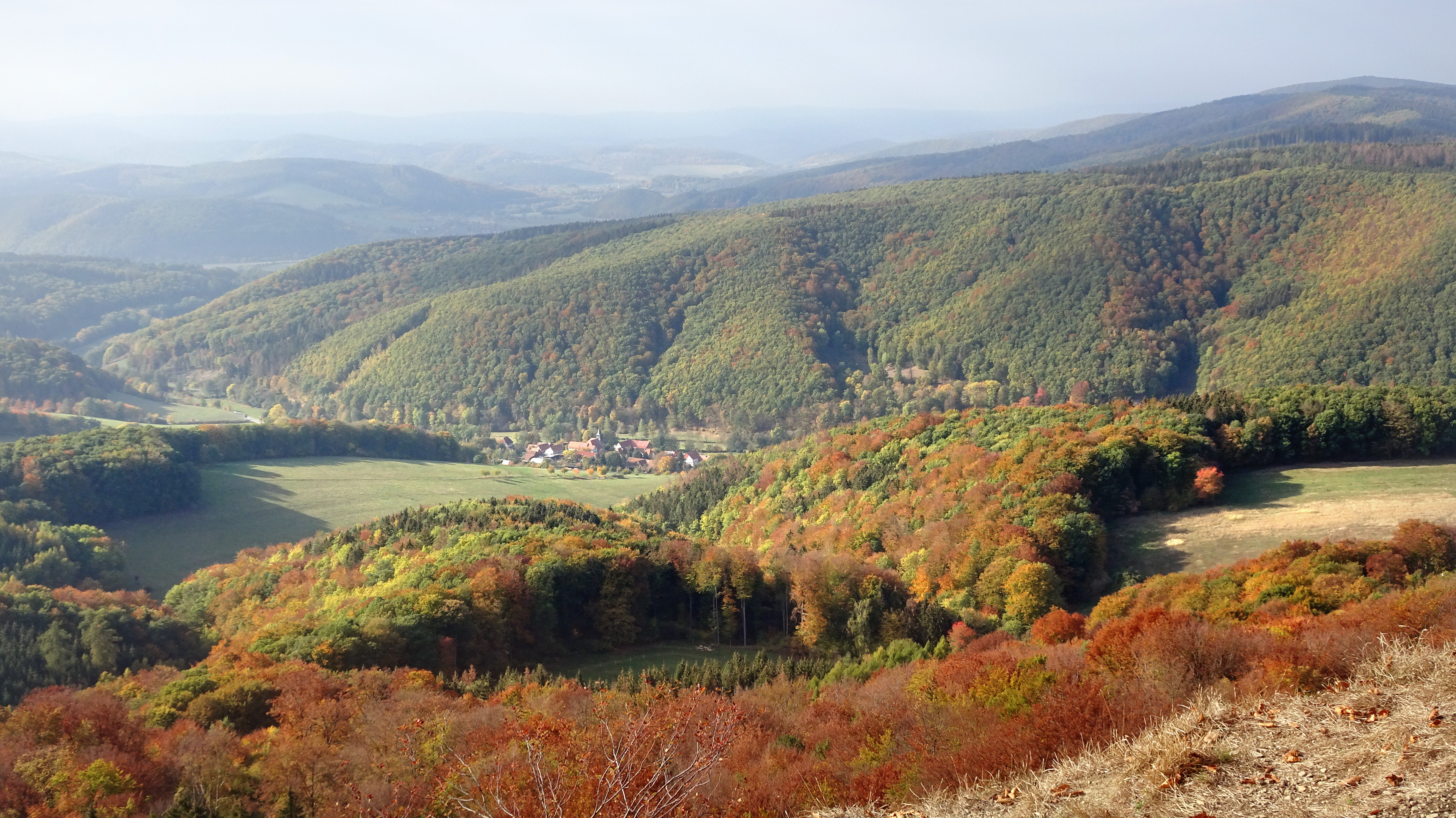
Blick vom Dietzenröder Stein auf Dietzenrode im Walsetal

Der Dietzenröder Stein ist die südwestlichste und höchste Erhebung des kleinen Bergplateaus Auf dem Stein. Unmittelbar an der westlichen Abbruchkante gibt es eine Felswand aus Muschelkalk, die sogenannten Dietzenröder Klippen. Ein paar Bänke laden nach dem Aufstieg zur Rast ein. Von hier hat man eine herrliche Aussicht auf das nahe Walse- und Werratal und das angrenzende Bergland im westlichen Eichsfeld mit dem Höheberg und im nordöstlichen Hessen mit dem Soodener Bergland, Hohen Meißner und Kaufunger Wald bis ins südliche Leinebergland.
Zahlreiche Wanderwege führen von den umliegenden Ortschaften zum Aussichtspunkt. 